# كالفين ديفيز
كالفين ديفيز (بالإنجليزية: Calvin Davies)‏ (7 سبتمبر 1997 ببورتسموث في المملكة المتحدة - ) هو لاعب كرة قدم بريطاني في مركز الدفاع. لعب مع نادي بورتسموث وهافانت أند ووترلوفيل وبوغنور ريجيس تاون.

## وصلات خارجية
- كالفين ديفيز على موقع قاعدة بيانات كرة القدم.إي يو (الإنجليزية)
- كالفين ديفيز على موقع Soccerbase.com (لاعب) (الإنجليزية)
- كالفين ديفيز على موقع Soccerway.com (الإنجليزية)